# Alain de Rothschild
Pour les autres membres de la famille, voir Famille Rothschild.
Alain de Rothschild (7 janvier 1910 à Paris - 17 octobre 1982 à New York) est un banquier français.

## Biographie

Blason de la famille Rothschild

Fils du baron Robert de Rothschild (1880-1946) et de son épouse, Gabrielle Nelly Beer (1886-1945), et petit-fils du baron Gustave de Rothschild, il est le frère d'Élie de Rothschild. Marié à Mary Chauvin du Treuil, fille d'Auguste Félix Marie Chauvin du Treuil et de Germaine Françoise Marie Lassalle, il est le père d'Éric de Rothschild, le beau-père de Pierre Rosenberg et le grand-père de Marie Angliviel de la Beaumelle (en).
Peu de temps après le début de l'attaque contre la France en mai 1940, il est fait prisonnier par l'Allemagne, où il reste au château de Colditz (Oflag IV-C (en)) puis au camp de Lübeck (Oflag X-C, dans le Schleswig-Holstein) jusqu'à la fin de la guerre en 1945.
Il devient associé de la banque Rothschild Frères en 1946, dont il détient 25% des parts. Il est notamment président de la Compagnie du Nord.
Il est maire de Chamant de 1959 à 1981.
Il est propriétaire du Château Lafite Rothschild, qui est géré par son fils Éric.
Il est président du Consistoire israélite de Paris de 1954 à 1967, du Consistoire central israélite de France de 1967 à 1982 et du Conseil représentatif des institutions juives de France de 1976 à 1982. Au lendemain de l'attentat de la rue Copernic en 1980, il suggère que les politiques français ne se soucient pas de ce qui s'était passé et remet en question « l'impuissance inexplicable » de la police française. Par le biais du CRIF, il négocie avec le président Valéry Giscard d'Estaing le renforcement des forces de police pour assurer la sécurité des synagogues.
En 1972, conjointement avec son frère Élie et sa belle-sœur Liliane, il fait don d'une nature morte animalière du peintre Henri Regnault, qui ornait précédemment l’hôtel de l'avenue Marigny, au musée de la Chasse et de la Nature, en vue d'un dépôt au château de Chambord. 
Les héritiers de Robert, Diane, Alain, Cécile et Élie, offriront également au musée des Arts décoratifs sept meubles en souvenir de leur père et de leur mère Gabrielle Nelly Beer. En 1975, l’hôtel de l’avenue Marigny sera également cédé à l’État par le baron Alain.
Il s'installe à New York après l'arrivée de François Mitterrand et de la gauche au pouvoir en 1981. Un an plus tard, il meurt d'une crise cardiaque le 17 octobre 1982 au Lenox Hill Hospital dans l'Upper East Side. Ses obsèques ont eu lieu à Paris, où il a été enterré.
La Fondation Rothschild - Institut Alain de Rothschild, nommée en son honneur, finance le logement des personnes dans le besoin ainsi que des causes juives.

## Sources
- Marc Bascou, « Les héritiers du baron Robert de Rothschild », dans Pauline Prevost-Marcilhacy (dir.), Les Rothschild, une dynastie de mécènes en France, 3 vol., Paris, éditions du Louvre / Bibliothèque nationale de France/Somogy éditions d'art, II, 2016, p. 340-351.